# 500 TCN
500 TCN là một năm trong lịch La Mã.